# La voix d'un ange
La voix d'un ange è il secondo album in studio del cantante francese Grégory Lemarchal, pubblicato postumo nel 2007.

## Tracce
1. De temps en temps (Davide Esposito, Grégory Lemarchal) — 3:54
2. Restons amis (Esposito, Rémi Lacroix, Isabelle Bernal) — 3:43
3. Le lien  (Patrick Fiori, Julie Zenatti) — 3:32
4. Recevoir (Alexandre Lessertisseur, R. Jericho, V. Filho) — 4:18
5. Con te partirò (Pierre Jaconelli, Julie D'Aimé) — 4:28
6. Là-bas (Jean-Jacques Goldman) — 4:28
7. Envole-moi (Goldman) — 4:10
8. S.O.S. d'un terrien en détresse (Michel Berger, Luc Plamondon) — 4:23
9. The Show Must Go On (Freddie Mercury, Brian May, Roger Taylor, John Deacon) — 3:56
10. Même si  featuring Lucie Silvas (Lucie Silvas, Peter Gordeno, Mike Peden) — 3:57
11. Et maintenant (Pierre Delanoë, Gilbert Bécaud) — 4:16